# Protaeolidiella juliae
Protaeolidiella juliae är en snäckart som först beskrevs av Robert F. Burn 1966.  Protaeolidiella juliae ingår i släktet Protaeolidiella och familjen snigelkottar. Inga underarter finns listade i Catalogue of Life.